# 兼田カロリナ
兼田 カロリナ（かねだ カロリナ、1988年5月27日 - ）は、日本の女性ファッションモデル。
ブラジルサンパウロ、福井県出身。

## 人物
日系の母と、イタリア、スペインとポルトガル系の父の間に生まれた。
2011年からアービングに所属していた。

## 主な出演

### 映画
- Wool 100%（2006年、富永まい監督）亀役

### CM
- BREO（グリコ）
- キユーピーハーフ（キユーピー）

### 広告
- ロレアル
- ラフォーレ原宿
- ウエラジャパン
- ユナイテッドアローズ

### ショー
- マーク・ジェイコブス
- エドウイン
- アディダス

### 雑誌
- Spring
- Sweet
- 流行通信
- Zipper
- JILLE
- GINZA